# Gore (Nueva Zelanda)
Gore es un pueblo ubicado en la región de Southland, en Nueva Zelanda. Se estima que su población es de 12.250 habitantes.

## Historia
Originalmente conocida como Longford, Gore fue rebautizado después por Sir Thomas Browne Gore, uno de los primeros Gobernadores de Nueva Zelanda. 